# Geotubo

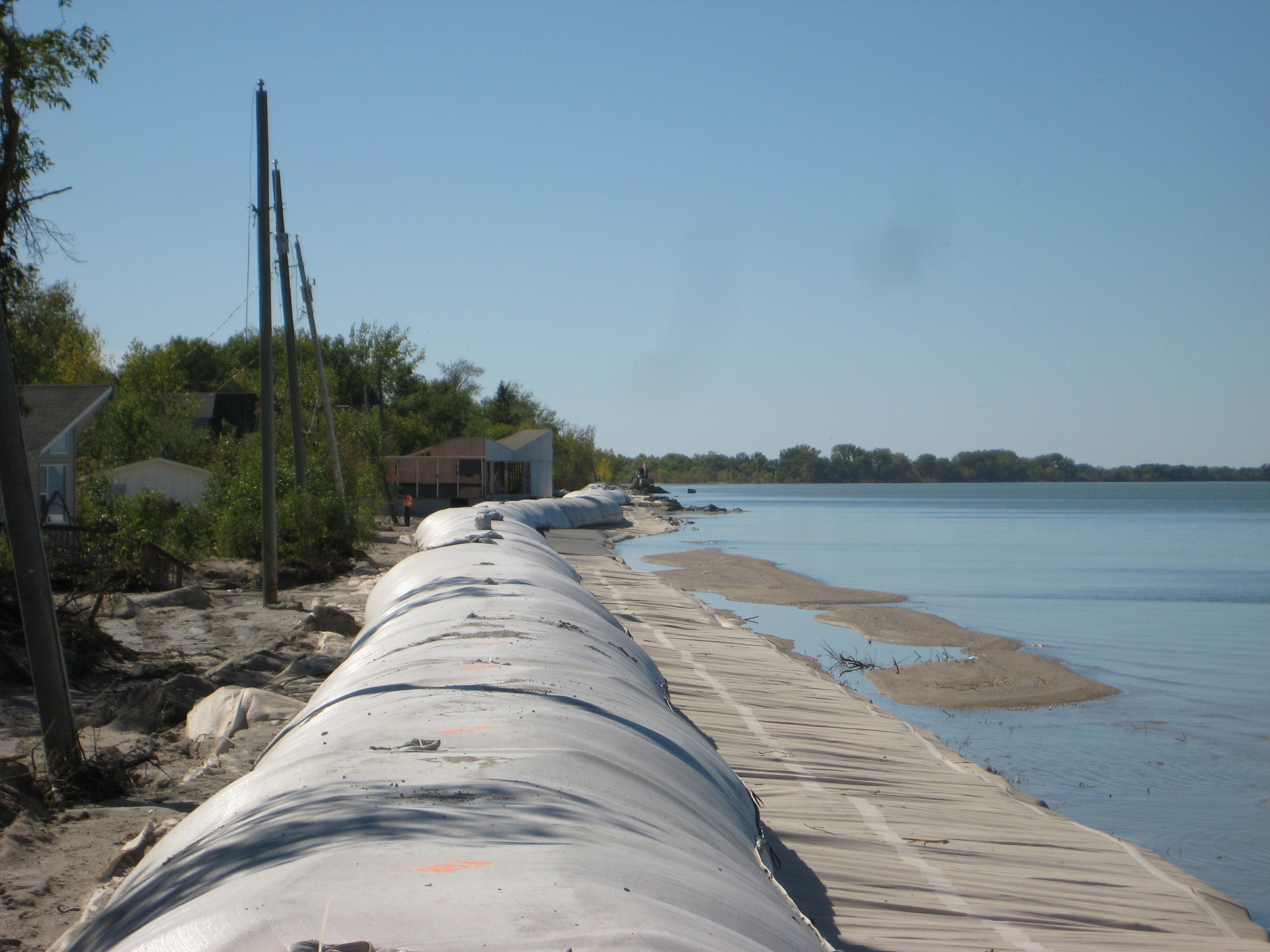
Geotubos, dispostos junto à linha costeira, para servirem de estrutura de protecção marinha

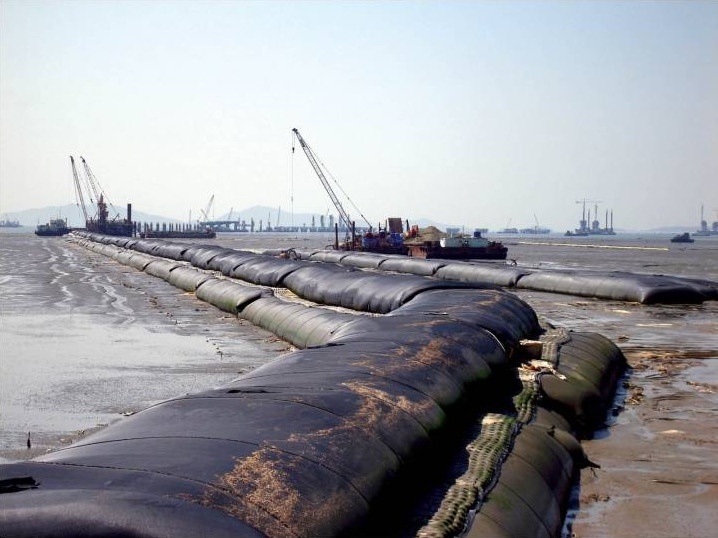
Os geotubos são enchidos com areia ou outros materiais de natureza sedimentar

Os geotubos são tubos poliméricos feitos com material geotêxtil, podendo ser perfurados ou não, os quais se enchem, por meio de métodos de bombagem, com material sedimentar, como seja a areia.
Os geotubos são uma das três categorias de geossistemas, sendo os geossacos e os geocontentores as categorias sobejantes.

## Finalidades
Os geotubos são feitos por molde a servir de protecções costeiras artificiais de dunas; de filtro no tratamento de efluentes; e de apoio nas obras hidráulicas.
Regra geral, os geotubos são os maiores geossistemas de aplicação, no que toca à hidráulica marítima, de tal ordem que as suas dimensões só são limitadas pelos critérios de projecto e instalação, porquanto são posicionados e preenchidos com sedimentos no próprio local definitivo onde vão ser empregados, dispensando portanto o recurso a quaisquer mecanismos de transporte e colocação.
A forma de aplicação que retira maior utilidade a este tipo de geossistemas é o posicionamento ou directamente à superfície ou, então, submersos a profundidades inferiores a 5 metros. A capacidade de solo por metro linear de um geotubo pode variar entre os 2 e os 10 metros cúbicos.

## Tipo de material geotêxtil
O material geotêxtil que se usa nos geotubos costuma ter alguma porosidade, de maneira a permitir a extracção da água durante a fase do enchimento, com recurso à bombagem, sem que por isso se perca o material sedimentar, como a areia, depositado no seu interior. Além disso costuma ser bastante resistente, de modo a conseguir manter a sua forma tubular durante a bombagem.
Os geotubos, quando são preenchidos com material granular em profundidade por bombagem, têm maior facilidade em ser manobrados e posicionados no leito marinho se não flutuarem, por esse motivo o material geotêxtil empregue no seu fabrico deve caracterizar-se por uma densidade relativa situada entre os 1,22 e 1,38, de maneira a que não flutue.